# Метод квантового скачка
Метод квантового скачка, также известный как волновая функция Монте-Карло (MCWF), – метод вычислительной физики, используемый для моделирования открытых квантовых систем и квантовой диссипации . Метод квантового скачка был разработан Далибардом, Кастином и Мёлмером одновременно с аналогичным методом, известным как теория квантовой траектории, разработанным Кармайклом . Другие одновременные работы по подходам Монте-Карло к открытым квантовым системам, основанным на волновых функциях, включают работы Дума, Золлера и Ритча, а также Хегерфельдта и Вильзера.

## Метод

Пример использования метода квантового скачка для аппроксимации матрицы плотности двухуровневого атома, испытывающего затухающие колебания Раби. Случайные скачки хорошо видны на верхнем подграфике, а нижний подграфик сравнивает полностью смоделированную матрицу плотности с приближением, полученным с использованием метода квантового скачка.

Анимация прогноза Монте-Карло (синий) для совокупности когерентно управляемой, демпфированной двухуровневой системы, поскольку к среднему значению ансамбля добавляется больше траекторий по сравнению с прогнозом основного уравнения (красный).

Метод квантового скачка — это подход, который во многом похож на подход с использованием основного уравнения, за исключением того, что он работает с волновой функцией, а не с использованием подхода с матрицей плотности. Основным компонентом этого метода является развитие волновой функции системы во времени с помощью псевдогамильтониана; где на каждом временном шаге с некоторой вероятностью может произойти квантовый скачок (прерывистое изменение). Рассчитанное состояние системы как функция времени известно как квантовая траектория, а желаемая матрица плотности как функция времени может быть рассчитана путём усреднения по множеству смоделированных траекторий. Для гильбертова пространства размерности N число компонент волновой функции равно N, а количество компонент матрицы плотности равно N 2. Следовательно, для некоторых задач метод квантового скачка даёт преимущество в производительности по сравнению с подходами с использованием прямого основного уравнения.

## Примечание
1. ↑  Mølmer, K. (1993). Monte Carlo wave-function method in quantum optics. Journal of the Optical Society of America B. 10 (3): 524. Bibcode:1993JOSAB..10..524M. doi:10.1364/JOSAB.10.000524.
2. ↑  The associated primary sources are, respectively:
3. ↑  Mølmer, K. (1993). Monte Carlo wave-function method in quantum optics. Journal of the Optical Society of America B. 10 (3): 524. Bibcode:1993JOSAB..10..524M. doi:10.1364/JOSAB.10.000524.Mølmer, K.; Castin, Y.; Dalibard, J. (1993). "Monte Carlo wave-function method in quantum optics". Journal of the Optical Society of America B. 10 (3): 524. Bibcode:1993JOSAB..10..524M Архивная копия от 31 июля 2023 на Wayback Machine. doi:10.1364/JOSAB.10.000524.

## Дальнейшее чтение
- Недавний обзор Plenio, M. B. (1998-01-01). The quantum-jump approach to dissipative dynamics in quantum optics. Reviews of Modern Physics. 70 (1): 101–144. arXiv:quant-ph/9702007. Bibcode:1998RvMP...70..101P. doi:10.1103/RevModPhys.70.101.
- «Подход квантового скачка к диссипативной динамике в квантовой оптике».
- Обзоры современной физики . 70 (1): 101–144. arXiv : Quant-ph/9702007 . Бибкод : 1998RvMP... 70.. 101П . дои : 10.1103/RevModPhys.70.101 . S2CID 14721909 .

## Внешние ссылки
- mcsolve Quantum jump ( Монте-Карло ) решатель от QuTiP для Python .
- QuantumOptics.jl — набор инструментов квантовой оптики в Julia .
- Набор инструментов квантовой оптики для Matlab